# 長尾景春
長尾 景春（ながお かげはる）は、室町時代後期から戦国時代にかけての武将。白井長尾氏5代当主。北条早雲と並ぶ関東における下克上の雄の一人である。

## 生涯
嘉吉3年（1443年）、白井長尾氏の長尾景信の子として生まれる。白井長尾家は、祖父の景仲が山内上杉家の家宰を務めてから筆頭家老となり、父も家宰として勢力を伸ばした。景春も山内上杉家の家臣として享徳3年（1455年）からの享徳の乱で古河公方・足利成氏と戦い、文明3年（1471年）に父と共に成氏の古河城攻めにも参戦している。
文明5年（1473年）に父・景信が死去すると白井長尾家を継ぐが、山内上杉家当主・上杉顕定の家宰の地位は叔父で総社長尾氏当主の長尾忠景が継ぐこととなった。山内上杉家の家宰職は鎌倉（足利）長尾氏当主が継承し、適任者がいない場合には総社・白井両家の長老から選ばれていた事から不自然な人事ではなかったが、祖父・父の功労で当然家宰になれると考えた景春はこれに対して不満を抱き、やがて顕定や忠景を憎悪するようになる。また、この人事によってこれまで景仲・景信に従って所領を与えられた武士の中には忠景が当主になることで所領を忠景の配下に奪われるのではという不安が高まり、こうした不安を受けた景春は一連の動きを白井長尾家を抑えようとするものと考え、反乱を決意する。
文明7年（1475年）に武蔵国鉢形城に立て籠もり、翌年6月には反乱を起こして、顕定軍を五十子陣において大いに打ち破った。文明9年（1477年）1月には顕定軍を大いに破り、顕定の勢力を上野国にまで放逐することに成功した（五十子の戦い）。また、上杉氏と敵対する豊島泰経・豊島泰明・千葉孝胤・那須明資・成田正等らと同盟を結び相模国から下総国に至る関東一円に戦線を拡大した。
しかしこのような状況を見た扇谷上杉家の家宰・太田道灌が武蔵に勢力を拡張する好機として攻め込んでくる。景春も勇戦したが、道灌の八面六臂の活躍の前に各地で敗れて景春の勢威は衰退する。このため景春は足利成氏の支援を受けることで、何とか道灌と戦い続けた。しかし文明10年（1478年）、道灌の策略で長年対立していた上杉氏と成氏の間で和議が成立すると景春は後ろ盾を失い、結果として道灌に攻められて鉢形城は落城し、秩父の山岳地帯に逃れるが、文明12年（1480年）6月、最後の拠点である日野城を道灌に攻め落とされ、景春は武蔵を追われた（長尾景春の乱）。
古河公方・足利成氏の下に逃れた景春は、成氏から左衛門尉の官途名を与えられて奏者を務めながら再起をうかがっていたが、やがて道灌が暗殺されると、成氏の下にいた景春は道灌を討った後に顕定に攻められていた上杉定正のもとへ援軍として駆け付け、須賀谷原の戦いや高見原の戦いで活躍。寡兵をもって顕定の軍勢を破った（長享の乱）。なお、この頃に出家して「其有斎伊玄」と号している。ところが、明応3年（1494年）に定正と結んでいた成氏が顕定と和睦すると、あくまでも顕定と戦おうとする景春と成氏の意向に従って顕定と和睦しようとする嫡男・景英が対立、最終的には成氏に従った景英は帰参を許されて顕定から白井長尾家の当主に取り立てられ、景春は当主の座を追われると共に親子で敵味方に分かれて戦うことになったとみられる。
永正2年（1505年）に扇谷上杉氏が降伏して長享の乱が終結すると、行くあてを失った景春はやむなく顕定に降伏した。乱の終結後に出家して「可諄」と名乗っていた顕定が「長尾左衛門入道」に伊勢宗瑞（北条早雲）との折衝を命じた書状が残されており、この頃の景春が顕定の下に出仕していた事実が確認できる。ただし、白井城は景春の乱以来、顕定の実家である越後上杉氏が占領しており復帰できなかった。
永正6年（1509年）、顕定が景春の同族で越後国守護代・長尾為景を討つために越後に出兵すると、これを好機と捉えた景春は為景や相模で自立していた伊勢宗瑞と同盟を結び、翌永正7年（1510年）6月7日に相模の津久井山にて挙兵する。7月に入ると景春は顕定に味方する扇谷上杉家の軍に敗れて津久井山から撤退するものの、直後に顕定が越後で戦死したとの報せが入り、白井城奪還の機とみた景春は8月には上野へと兵を移動する。その頃、白井城では顕定の養子・憲房が敗軍をまとめていたが、景春はこれを攻めて白井城奪還を図った。だが、既に白井長尾氏の当主となっていた景英や現地の一揆・浪人衆らは憲房側についたために最終的には白井城を追われる。『勝山記』によれば永正8年（1511年）には甲斐国都留郡へ逃れており、都留郡の国衆・上野原加藤氏を頼ったとも考えられている。景春は都留郡から再度関東への復帰を図るがこれも失敗に終わり、永正9年（1512年）には駿河国の今川氏の下で亡命生活を送っている。
永正11年（1514年）8月24日に白井城にて死去、享年72（「双林寺伝記」）。ただし、亡命中の景春は勿論のこと、顕定・憲房に忠実であった後継者の景英ですら、この段階では白井城への復帰が認められていなかった可能性が高く、実際には駿河などの亡命先で客死したとみられている。
景春が文明8年（1476年）から数十年にわたって反乱を続けたことは、結果として関東における上杉氏の勢力を大いに衰退させることに繋がった。早雲は景春を「武略・知略に優れた勇士」として賞賛したという。

## 長尾景春を扱った作品
小説
- 伊東潤　『叛鬼』（講談社、2012年）